# Jan Niecisław Baudouin de Courtenay
Jan Niecislaw Baudouin de Courtenay [bóduén d'kurtné] (13. březen 1845, Radzymin u Varšavy – 3. listopad 1929, Varšava) byl polský jazykovědec a slavista, průkopník fonologie, předchůdce strukturalismu a zakladatel kazaňské školy, jednoho z ohnisek strukturalistické jazykovědy. Zabýval se také problémy mísení jazyků, dětské řeči, nářečí a vlivu jazyka na světový názor.

## Život
Narodil se do francouzské rodiny, usedlé v Polsku, jeho otec byl zeměměřič. Roku 1862 se zapsal na Varšavskou univerzitu, kde vystudoval historii a filosofii. Získal ruské státní stipendium, takže mohl studovat na Karlově univerzitě v Praze, na univerzitě v Jeně a na Humboldtově univerzitě v Berlíně. Roku 1870 obhájil v Lipsku doktorát prací o staré polštině před 14. stoletím. Od roku 1875 byl profesorem v Kazani, od roku 1883 v Tartu (dnes Estonsko), od roku 1894 na Jagellonské univerzitě v Krakově, v letech 1899–1918 na Petrohradské státní univerzitě a od roku 1918 na Varšavské univerzitě, kde působil až do smrti.

## Dílo
Napsal přes 300 vědeckých prací v šesti jazycích, mezi nimiž vyniká fonologická studie Versuch einer Theorie phonetischer Alternationen ("Pokus o teorii fonetických alternací", 1895) a slavistická práce Zarys historii języka polskiego (Náčrt dějin polského jazyka).
Hlavními a trvalými výsledky jeho práce je jednak zmíněná teorie fonetických alternací, ale hlavně zavedení pojmu foném a rozlišení mezi jazykem (jazykovou kompetencí) a řečí (promluvou) jakožto aktualizací této kompetence. Patří k zakladatelům synchronní (tj. nikoli historické) a strukturální lingvistiky, která řečové zvuky nechápe jen jako akustické jevy, ale jako součásti jazykového systému.

## Ocenění
Od roku 1887 byl členem Polské akademie věd a od roku 1897 Petrohradské akademie věd.
Byl nositelem Řádu sv. Anny (2. a 3. stupně), Řádu sv. Vladimíra (4. stupně), Řádu sv. Stanislava (3. a 4. stupně) a pamětní medaile Alexandra III.